# NOLA
NOLA (New Orleans Louisiana) – wydana w 1995 roku, pierwsza płyta amerykańskiego zespołu Down.
Według danych z kwietnia 2002 album sprzedał się w nakładzie 232,847 egzemplarzy na terenie Stanów Zjednoczonych.

## Lista utworów
1. Temptation's Wings
2. Lifer
3. Pillars Of Eternity
4. Rehab
5. Hail The Leaf
6. Underneath Everything
7. Eyes Of The South
8. Jail
9. Losing All
10. Stone The Crow
11. Pray For The Locoust
12. Swan Song
13. Bury Me In Smoke